# Mathias Bidstrup

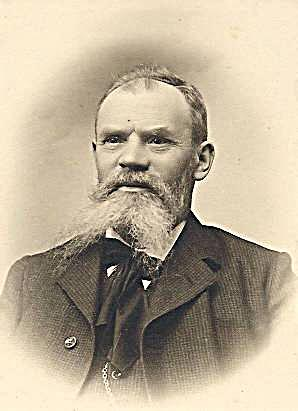
Mathias Andreas Bidstrup

Mathias Andreas Bidstrup (Rønne, 25 maart 1852 - Rønne, 25 januari 1929) was een Bornholmse architect, professor, schoolhoofd en ondernemer.
Hij werd in Rønne geboren uit het huwelijk van timmerman Jørgen Bernhard Bidstrup en Marie Hansine Sonne. Hij trouwde op 17 april 1878 met Cecilie Margrethe Bidstrup in Rønne.
Van 1876 tot 1916 was hij mede-eigenaar van H. P. Bidstrup's Byggeforretning en voorman van Rønne Håndværker- og Industriforening (Rønne's Handwerkers- en Industrievereniging), lid van Fællesrepræsentationen for Dansk Industri og Håndværk (gezamenlijke representatie voor Deense Industrie en handwerk), hij was 46 jaar lang (tussen 1876-1915) toezichthouder voor Rønne Tekniske Skole (technische school), voorman en medeoprichter voor Bornholms Museumsforening sinds 1893, brandweerinspecteur en bouwinspecteur. Van 1882 tot 1888 was hij lid van de gemeenteraad en "ridder in de Orde van de Dannebrog".
Als architect heeft hij een groot aantal gebouwen op Bornholm ontworpen, waaronder Rønne H, het voormalige spoorwegstation in Rønne, het postkantoor in Rønne, de voormalige school in Østermarie (het huidige Fru Petersens Café), maar ook een groot deel privéwoningen.
Hij interesseerde zich voor kunst, geschiedenis, archeologie, techniek en geologie. Twee portretten van Mathias Bidstrup, beide geschilderd door Bertel Hansen uit Svaneke, hangen in Bornholms Museum.

## Gebouwen die door Mathias Bidstrup zijn ontworpen
- het voormalige raadhuis in Allinge (1881)
- de staatsschool in Rønne (1888-1918)
- Allinge Skole (1890)
- Sandvig Skole (1893)
- Bornholms Folkehøjskole in Almindingen (1893)
- de Technische School in Rønne (1893)
- de Technische School in Åkirkeby (1894)
- de Technische School in Allinge (1895)
- de Technische School in Hasle (1909)
- de treinstations op de Rønne-Neksø banen (1900-01) waaronder Rønne H
- het gevang in Rønne (1902, monument)
- het ziekenhuis in Allinge (1909)
- het Post- og telegrafkontor in Rønne (1910, monument)
- Bornholms Museum in Rønne (1923)
- Bornholms Spare- og Laanekasse (bank), Rønne (1894- 95, vernietigd door het bombardement in 1945 door het Sovjetleger)
- zijn eigen huis in Sct. Mortensgade, Rønne (ca. 1900)
- Fru Petersens Café – de voormalige school in Østermarie (1908, monument)